# Tarariras
Tarariras, també coneguda com a Joaquín Suárez, és una localitat que es troba al departament de Colonia, al sud de l'Uruguai.

## Geografia
La ciutat està situada a la zona del departament de Colonia, a una altitud de 73 msnm. Està ubicada a la intersecció de les rutes 22 i 55, a uns 45 km de la capital departamental, Colonia del Sacramento. La distància a la ciutat de Montevideo és de 165 km.

## Població
D'acord amb les dades del cens del 2004, Tarariras tenia 6.070 habitants (2004).

## Economia
És molt important l'activitat agropecuària, especialment la indústria làctia, present des de 1929.